# دانيال غاروو
دانيال غاروو (بالإسبانية: Daniel Garro)‏ هو لاعب كرة قدم أرجنتيني في مركز الوسط، ولد في 25 أكتوبر 1990 في مدينة سان لويس في الأرجنتين. لعب مع سارمينتو دي خونين.

## وصلات خارجية
- دانيال غاروو على موقع قاعدة بيانات كرة القدم.إي يو (الإنجليزية)
- دانيال غاروو على موقع Soccerway.com (الإنجليزية)